# 森林組合
森林組合（しんりんくみあい）は、森林の所有者が、森林の保全や林業に関わる事業を共同で行うために設ける団体で、協同組合の一種である。日本では森林組合法に基づいて設置される。愛称は、JForest。

## 日本の森林組合
日本の森林組合には、おおよそ市町村に相当する範囲の民有林を対象にした狭義の森林組合と、狭い地区の共有地を共同経営する生産森林組合の2種がある。2021年（令和3年）3月末の狭義の森林組合数は613、加入者は約149万人で地区内民有林総面積の約61%を所有、また生産森林組合は2,693あった。
狭義の森林組合は、森林を所有する組合員の出資により運営され、組合員に対して森林経営に関する相談に応じ、森林施業の受託、森林施業計画、資材の共同購入、林産物の販売、資金融資、森林災害共済などの事業を行っている。主に山林の多い各市町村に設けられており、それらをとりまとめる上部団体として都道府県森林組合連合会、さらにその上に全国森林組合連合会が設置されている。
近年では山村の活性化や荒廃する山林の整備のため、林業に従事を希望する都市部出身者が増えているが、森林組合及び森林組合連合会は、こうした人々に対して林業従事へ挑戦するための窓口ともなっている。
近年では、海部森林組合の労災隠し など、労働災害に関する問題も報告されている。

### 歴史
1907年（明治40年）の森林法（第2次旧法）で初めて導入された。地区内の人数・面積両面で3分の2以上の森林所有者の賛成があるときに設立され、当初は造林・施業・土木・保護と分野別に組合が築かれていた。
その後、日中戦争の戦時経済体制を作り上げるに際し、民有林における里山の早期伐採と奥地林での放置が、林産の非効率として問題視された。政府は、生産を合理化するために民有林施業案という政府計画を作成し、これを森林組合を通じて実施させることを構想した。かくして1939年（昭和14年）、地方長官の命令で森林組合を設立できるように森林法が改正され、町村単位の森林組合の設立が全国で進められた。府県・全国単位の上部団体も結成された。1946年3月末に5,686組合、371万7千人の組合員を擁した。この時期の森林組合は国家の産業統制機構の下部組織であり、その分だけ、林業者の協同は薄かった。
第二次世界大戦後、従来の統制型の森林組合は組合員に嫌われて機能不全に陥った。1951年（昭和26年）の森林法改正で、加入・脱退の自由と運営の自治を原則とする協同組合として、施設組合と生産組合の2種の森林組合を定めた。施設組合は町村単位で組織された従来の森林組合で、生産組合は主に入会林野の経営を継承するものである。
1978年（昭和53年）まで、森林組合に関する条文は森林法の一部となっていたが、この年に独立した森林組合法が制定され、施設組合を森林組合と改称した。
2016年（平成28年）改正により、株式会社、合同会社又は認可地縁団体に組織変更することが認められた。改正法の施行から2023年3月末までに154組合が組織変更している。このうち152組合は認可地縁団体を選択している。